# 东嘉祥里
东嘉祥里，是位于中国北京市西城区中部的一条胡同。现已无存。

## 简介
东嘉祥里为南北走向，南到笔管胡同，北到复兴门内大街。全长320米，平均宽5米。南段清朝称“安达公街”。《京师坊巷志稿》卷上载：安达“亦作谙达。谙达，蒙古语火伴也”。后来讹为“谙达宫”。北段原来是库资胡同的一部分。1949年后改称“嘉祥里”。1965年南北两段合并，改称“东嘉祥里”，与其西侧的西嘉祥里相对。1990年代末拆除，原址建远洋大厦。